# Куть-Яхівське сільське поселення
Куть-Я́хівське сільське поселення (рос. Куть-Яховское сельское поселение) — сільське поселення у складі Нефтеюганського району Ханти-Мансійського автономного округу Тюменської області Росії.
Адміністративний центр та єдиний населений пункт — селище Куть-Ях.
Населення сільського поселення становить 2113 осіб (2017; 2183 у 2010, 1996 у 2002).